# Oldřich Černík
Oldřich Černík (* 27. Oktober 1921 in Moravské Ostrava; † 19. Oktober 1994 in Prag) war ein tschechoslowakischer Politiker der Kommunistischen Partei (KPČ).

## Leben
Oldřich Černík, der kurz nach dem Zweiten Weltkrieg der KPČ beitrat, wurde 1956 zum Mitglied des Zentralkomitees (ZK) der KP gewählt. Er erwarb sich den Ruf eines fähigen Technokraten und wurde 1960 nach der Umbenennung der Tschechoslowakischen Republik in Tschechoslowakische Sozialistische Republik (Československá socialistická republika, ČSSR) zum Minister für Brennstoffe in der Regierung von Viliam Široký ernannt. In dieser Funktion vertrat er neben anderen die Ansicht einer notwendigen Dezentralisierung der Planwirtschaft und gehörte dadurch zu den treibenden Kräften für interne Reformen. 1966 erfolgte seine Wahl zum Mitglied des Präsidiums der KPČ.
Nach Beginn des Prager Frühlings wurde er am 8. April 1968 durch den Ersten Sekretär der KP, Alexander Dubček, als Nachfolger von Jozef Lenárt zum Ministerpräsidenten ernannt und führte seine erste Regierung. In dieser Position war er als Vertreter der Parteimitte um Versöhnung zwischen den unterschiedlichen Lagern der Partei bemüht. Nach dem Einmarsch sowjetischer Armeeverbände im August 1968 zur Niederschlagung des Prager Frühlings wurde er mit einer Reihe anderer Politiker gefangen genommen und in die UdSSR gebracht. Nach seiner Rückkehr versuchte er seinen ausgleichenden Politikstil fortzusetzen, indem er seine Landsleute um Kooperation bat und öffentlich für eine Zusammenarbeit der ČSSR mit der UdSSR warb, andererseits aber weiterhin Wirtschaftsreformen versprach. Zugleich distanzierte er sich von den „Fehlern“, die er und andere begangen haben. Trotz dieser Kehrtwende seiner Ansichten wurde seine dritte Regierung am 28. Januar 1970 von Lubomír Štrougal abgelöst und er wurde Ende 1970 auch aus der KPČ ausgeschlossen.
Seine Bemühungen, nach dem Zusammenbruch des kommunistischen Regimes 1989 seine politische Laufbahn fortzusetzen, waren allerdings erfolglos.